# Springtamarin
Der Springtamarin (Callimico goeldii) ist eine Primatenart aus der Familie der Krallenaffen. Er gehört nicht zur Gattung der Tamarine, sondern nimmt eine Eigenstellung ein, die sich in einigen für die Krallenaffen einzigartigen Merkmalen zeigt. Das Artepitheton goeldii wurde vom Entdecker der Art, dem Schweizer Naturforscher Emil Goeldi, abgeleitet.

## Beschreibung
Springtamarine sind kleine Affen mit einer Kopfrumpflänge von 21 bis 23 Zentimetern, wozu noch ein 25 bis 32 Zentimeter langer Schwanz kommt. Das Gewicht beträgt 350 bis 550 Gramm. Ihr Fell ist schwarz oder dunkelbraun, das Gesicht ist oft weiß gefärbt. Lange Haare am Nacken und an den Schultern erinnern an eine Mähne; auch am Hinterleib befinden sich längere Haare. Die Gliedmaßen sind eher kurz. Wie bei allen Krallenaffen befinden sich an den Fingern und Zehen (mit Ausnahme der Großzehe) Krallen statt Nägel.
Im Bau der Zähne zeigen Springtamarine einige ursprüngliche Merkmale, die zwar nicht bei den übrigen Krallenaffen, aber bei den übrigen Neuweltaffen vorkommen. So haben sie pro Kieferhälfte drei (und nicht zwei) Molaren und die oberen Molaren weisen einen vierten, zusätzlichen Höcker auf.

## Verbreitung und Lebensraum

Das Verbreitungsgebiet des Springtamarins

Springtamarine leben im westlichen Amazonasbecken. Ihr Verbreitungsgebiet umfasst zwei kleine Gebiete im äußersten Westen Brasiliens (zwischen Rio Juruá und Rio Gregório im Norden und zwischen Rio Purus und Rio Acre im Süden), das südlich des Río Caquetá gelegene Gebiet in Kolumbien, das östliche Peru und den nördlich des Río Manuripi gelegenen Teil des Departamento Pando im nördlichen Bolivien. Ihr Lebensraum besteht aus Wäldern, wobei sie sich vorwiegend in Primärwäldern und Bambuswäldern aufhalten und von Menschen berührte Gebiete oft meiden. In der Trockenzeit begeben sie sich auf der Suche nach Pilzen und tierischer Nahrung in Bambusdickichte und in Gebieten mit dichtem Helikonienbewuchs. Springtamarine halten sich meist in Höhen von 4 bis 5 Metern über dem Erdboden auf und gehen nur selten in die Baumkronen und niemals in die Kronen der Urwaldriesen. Mehr als andere Krallenaffen bewegen sie sich springend fort und sind durch ihre langen Hinterbeine und durch Modifikationen in der Schulter und im Knöchel an einer kletternden und springenden Fortbewegung auch zwischen senkrecht stehenden Ästen angepasst.

## Lebensweise
Springtamarine sind tagaktive Baumbewohner. Ihr hauptsächlicher Aufenthaltsort besteht aus unteren Ästen; dabei suchen sie selten Baumhöhen von über fünf bis zehn Metern Höhe auf. Sie können gut klettern und auch Distanzen von vier Metern springend überwinden.
Sie leben in Gruppen von sechs bis acht Tieren zusammen. Die Gruppen bestehen aus einem Männchen, einem bis zwei Weibchen und dem gemeinsamen Nachwuchs. Die einzelnen Tiere der Gruppe bleiben sehr dicht zusammen und schlafen auch zusammengedrängt. Tagsüber legen sie des Öfteren Ruhepausen ein, in denen sonnenbaden angesagt ist oder sie sich der Fellpflege widmen. Das Territorium einer Gruppe umfasst rund 30 bis 60 Hektar; es wird mit Urin und Drüsensekreten markiert. Untereinander verständigen sich die Tiere vor allem durch Schreie. Neben einem Pfeifen zur Kontaktaufnahme über größere Distanzen verwenden sie auch einen schrillen Alarmton.

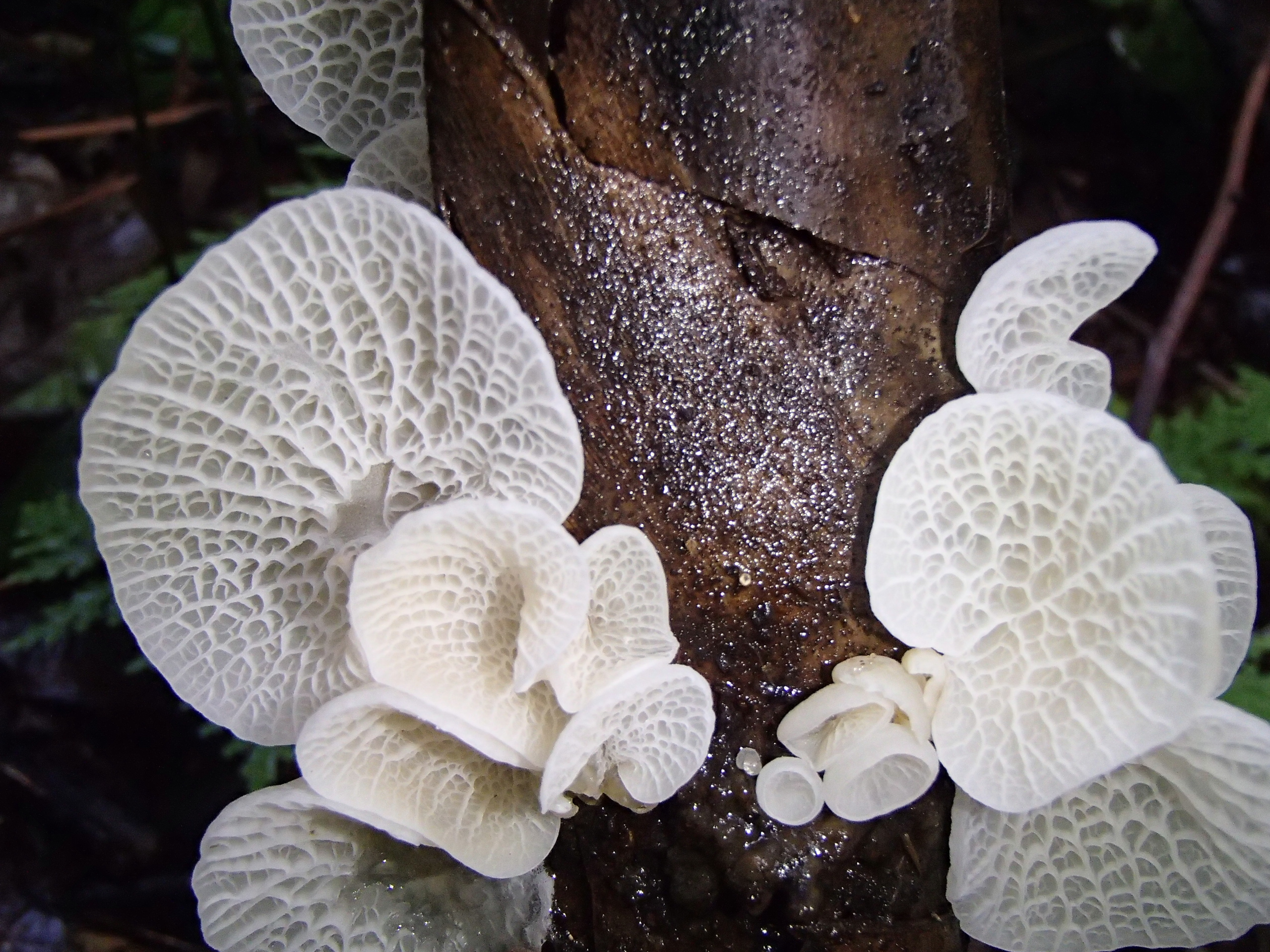
Pilze wie Auricularia delicata sind eine wichtige Nahrung für den Springtamarin

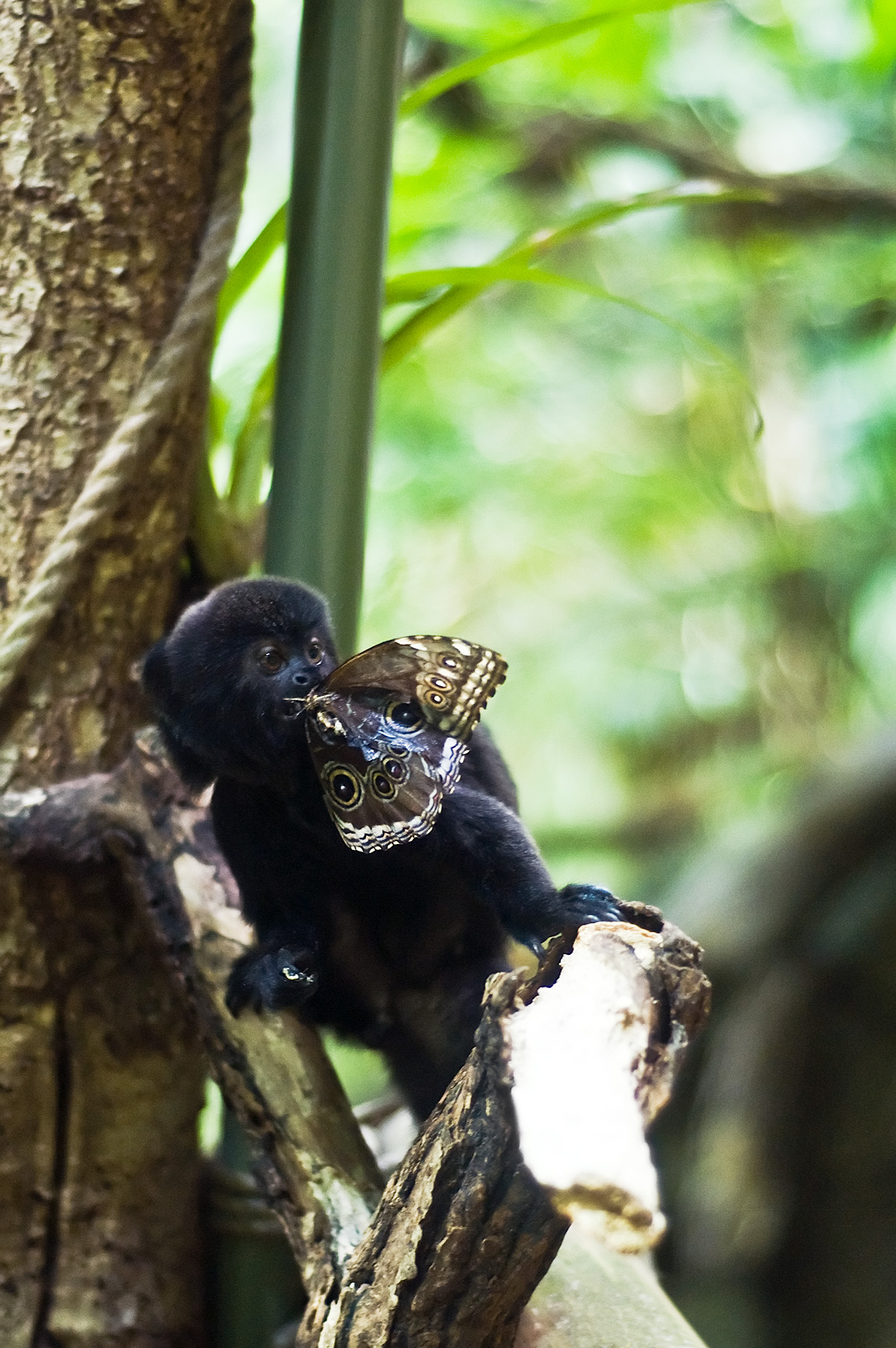
Ein Springtamarin frisst einen Schmetterling.

## Ernährung
Die Nahrung der Springtamarine besteht aus Früchten, Baumsäften, Pilzen Insekten und kleinen Wirbeltieren. Früchte haben lediglich einen Anteil von etwa 29 % an der Nahrung, deutlich weniger als bei den im gleichen Gebiet verbreiteten Sattelrückentamarinen (49 %) oder beim Rotbauchtamarin (58 %). Stattdessen verzehrt der Springtamarin viele Pilze, die  diese Art nicht nur zur Not frisst, wenn andere Nahrungsmittel knapp sind. In der Trockenzeit haben Pilze einen Anteil von ca. 40 % an der aufgenommenen Nahrung. Dabei sind drei Arten der Ohrlappenpilze (Auricularia), die auf morschem Holz wachsen, und zwei Arten der auf Bambus wachsenden Gattung Ascopolyporus (Familie Clavicipitaceae) besonders wichtig. Der Springtamarin konsumiert die Früchte von mehr als 50 Pflanzenarten. Darunter sind Inga thibaudiana, Leonia glycycarpa, der Zürgelbaum Celtis iguanaea, der Ameisenbaum Cecropia sciadophylla, das Brennnesselgewächs Pourouma und das Sapotengewächs Micropholis. Springtamarine fressen auch mehr tierische Nahrung als die Tamarine, vor allem größere Heuschrecken (2,5 bis 6 cm lang), aber auch Skorpione, Spinnen, Zikaden, Fangschrecken, Schaben, Motten, kleine Echsen, Froschlurche und Vogeleier. Mehr als Tamarine suchen Springtamarine tierische Nahrung knapp über dem Bodengrund. Sie greifen aber nicht in Baumhöhlen, wie es bei Sattelrückentamarinen oft beobachtet wurde.

## Fortpflanzung

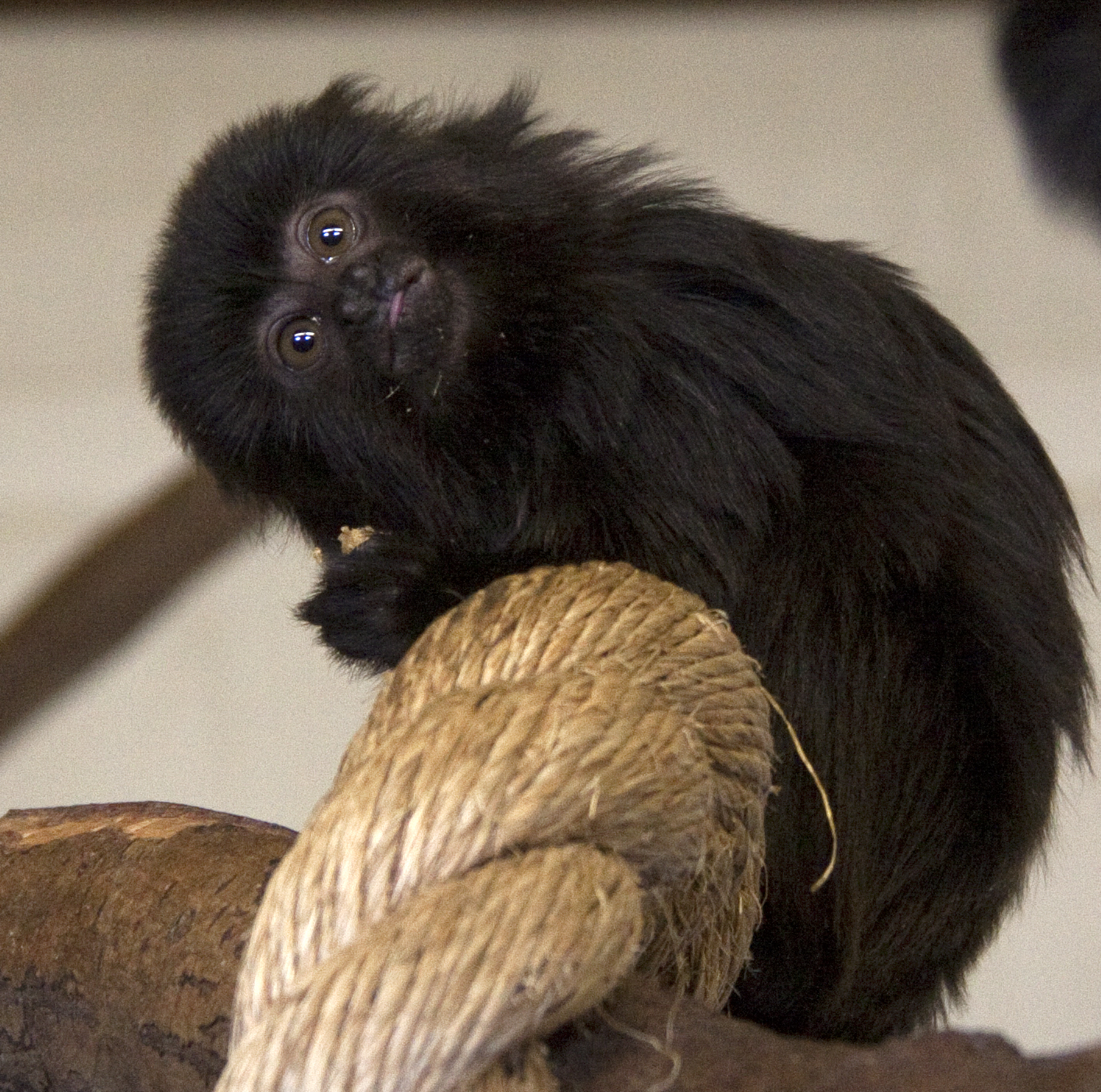
Jungtier

Im Gegensatz zu den übrigen Krallenaffen pflanzen sich in einer Gruppe mehrere Weibchen und nicht nur das dominante Tier fort. Nach einer durchschnittlichen 155-tägigen Tragzeit bringt das Weibchen meist ein einzelnes Junges zur Welt und nicht Zwillinge wie bei den übrigen Krallenaffen. Eine weitere Besonderheit besteht darin, dass sich in den ersten Lebenswochen vorwiegend die Mutter um das Junge kümmert und es trägt. Der Vater und die anderen Gruppenmitglieder beteiligen sich erst später daran.
Das Junge wird drei Monate lang gesäugt, wobei es im dritten Monat schon mit der selbständigen Nahrungssuche anfängt. Im zweiten Lebensjahr werden die Jungtiere geschlechtsreif.
Die Lebenserwartung der Springtamarine beträgt bis zu 18 Jahre.

## Systematik

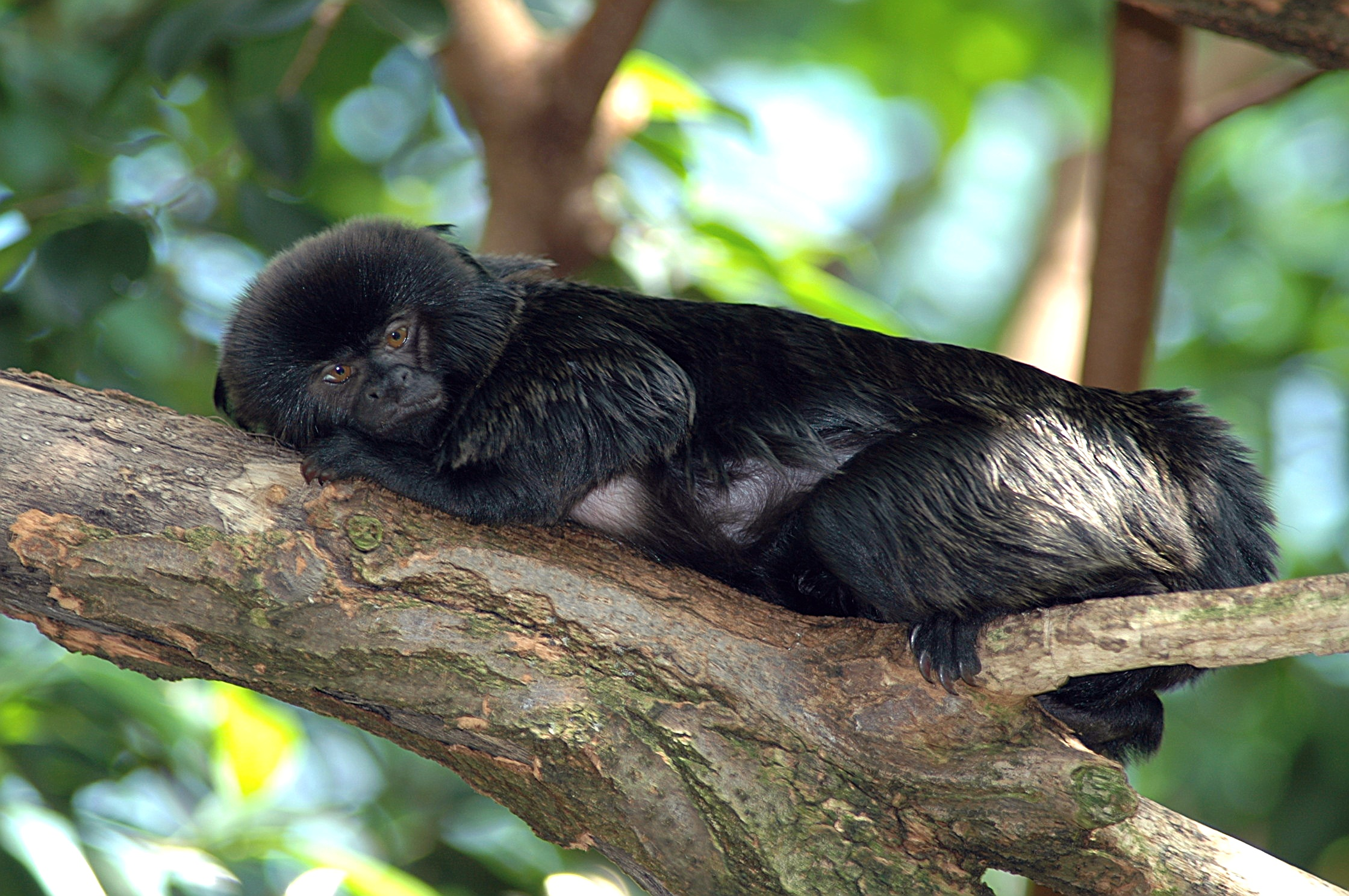
Springtamarin

Der Springtamarin wurde im Jahr 1904 durch den britischen Zoologen Oldfield Thomas unter der Bezeichnung Mico goeldii erstmals wissenschaftlich beschrieben und nach dem Schweizer Naturforscher Emil Goeldi benannt. Die Terra typica der Art liegt im Süden des Verbreitungsgebietes im brasilianischen Bundesstaat Acre am Rio Iaco. 1912 beschrieb der brasilianische Zoologe Alípio de Miranda-Ribeiro die Art Callimico snethlageri, die später mit dem Springtamarin synonymisiert wurde, wobei die Gattungsbezeichnung Callimico beibehalten wurde. Die genetische Vielfalt der in menschlicher Obhut gehaltenen Exemplare deutet jedoch darauf hin das es mehrere Unterarten oder kryptische Arten gibt.
Die Unterschiede im Körperbau und in der Fortpflanzung haben dazu geführt, dass dem Springtamarin eine Sonderrolle innerhalb der Krallenaffen eingestanden wurde. Manchmal wird er in einer eigenen Unterfamilie (Callimiconinae) oder gar in der Familie (Callimiconidae) geführt. Molekulargenetische Untersuchungen haben jedoch die Stellung des Springtamarins innerhalb der Krallenaffen bestätigt. Seine Schwestergruppe sind die Marmosetten, die demnach näher mit dem Springtamarin als mit den Tamarinen verwandt sind.

## Gefährdung
Springtamarine beanspruchen ein relativ großes Territorium und kommen selten in die Nähe anderer Gruppen; darum treten sie generell nicht sehr häufig auf. Die Abholzung der Regenwälder stellt eine  Bedrohung dar, ebenso die Bejagung für den Schwarzmarkt. Die IUCN listet den Springtamarin als „gefährdet“ (vulnerable). Er kommt auch in verschiedenen Schutzgebieten vor, z. B. im Nationalpark Sierra del Divisor im peruanisch-brasilianischen Grenzgebiet und vermutlich auch in den Nationalparks Amacayacu und La-Paya in Kolumbien und im Nationalpark Manú in Peru.